# Tipula (Lunatipula) sushkini
Tipula (Lunatipula) sushkini is een tweevleugelige uit de familie langpootmuggen (Tipulidae). De soort komt voor in het Palearctisch gebied.